# Gornje Trudovo
Gornje Trudovo es un pueblo ubicado en la municipalidad de Nova Varoš, en el distrito de Zlatibor, Serbia.

## Superficie
Posee una superficie de 7,347 kilómetros cuadrados.

## Demografía
Hasta 2011 la población era de 57 habitantes, con una densidad de población de 7,758 habitantes por kilómetro cuadrado.